# Raionul Derajnea, Hmelnîțkîi
Derajnea (în ucraineană Деражнянський район, transliterat: Derajneanskîi raion) este un raion în regiunea Hmelnîțkîi, Ucraina. Reședința sa este orașul Derajnea.

## Demografie
Componența lingvistică a raionului Derajnea
     Ucraineană (98,15%)
     Rusă (1,37%)
     Alte limbi (0,25%)
Conform recensământului din 2001, majoritatea populației raionului Derajnea era vorbitoare de ucraineană (98,15%), existând în minoritate și vorbitori de rusă (1,37%).